# Krzysztof Bińkowski
Krzysztof Antoni Bińkowski (ur. 5 lipca 1958 w Radomiu) – działacz opozycyjny i niepodległościowy, od 1980 r. w NSZZ „Solidarność”, w 1981 r. współzałożyciel radomskiej Konfederacji Polski Niepodległej i Komitetu Obrony Więzionych za Przekonania, od 1982 r. aktywny działacz podziemnej „Solidarności” i kolporter wydawnictw podziemnych, w 1984 współzałożyciel i Szef Okręgu Radomskiego reaktywowanej Konfederacji Polski Niepodległej. Internowany, wielokrotnie więziony i represjonowany. Odznaczony przez Prezydenta RP Krzyżem Oficerskim Orderu Odrodzenia Polski, Krzyżem Wolności i Solidarności oraz Medalem Stulecia Odzyskanej Niepodległości.

## Działalność opozycyjna w PRL
Od sierpnia 1980 r. był uczestnikiem wieców i strajków protestacyjnych, a od września 1980 r. był współtwórcą Komitetu Założycielskiego i członkiem Komisji Wydziałowej NSZZ „Solidarność” w Radomskim Przedsiębiorstwie Przemysłu Skórzanego (RZPS) „Radoskór” oraz delegatem na zjazdy plenarne Międzyzakładowego Komitetu Założycielskiego (MKZ) NSZZ „Solidarność” Ziemia Radomska. W lipcu 1981 r. współtworzył radomskie struktury Komitetu Obrony Więzionych za Przekonania oraz Konfederacji Polski Niepodległej. Był kolporterem pism KPN, m.in. „Gazeta Polska”, „Droga”, „Opinia”. W dniach 21-22 listopada 1981 r. był uczestnikiem dwudniowych obrad Ogólnopolskiego Zjazdu Komitetów Obrony Więzionych za Przekonania w Radomiu.
Bezpośrednio po wprowadzeniu stanu wojennego, w dniu 14 grudnia 1981 r., podjął próby zorganizowania strajku protestacyjnego w RZPS „Radoskór”, za co został internowany, a następnie aresztowany i skazany. Od grudnia 1982 r. zajmował się drukiem i kolportażem wydawnictw podziemnych, m.in. „Wolny Robotnik”, „PWA. Przegląd Wiadomości Agencyjnych”, „Gazeta Polska”, „Niepodległość”, „Tygodnik Mazowsze”. Od 1983 r. był członkiem podziemnej Tymczasowej Komisji Międzyzakładowej „Solidarność” Ziemia Radomska. W 1984 r. wraz z m.in. Dariuszem Sońtą reaktywował radomską Konfederację Polski Niepodległej i objął funkcję szefa Okręgu Radomskiego KPN, którą sprawował do 1993 r. W 1988-1989 r. był współorganizatorem happeningów Pomarańczowej Alternatywy. Wykorzystując swoje doświadczenie w zakresie poligrafii i kolportażu, w drugiej połowie lat '80 przy radomskiej KPN utworzył Radomską Oficynę Wydawniczą im. Jacka Jerza, która następnie przez niemal dekadę wydawała prasę i literaturę radomskich środowisk niepodległościowych.

## Aktywność społeczna i polityczna w III RP
Był wieloletnim liderem radomskich struktur KPN, w latach 1990-1993 działaczem Towarzystwa Pamięci Józefa Piłsudskiego oraz Związku Strzeleckiego "Strzelec". Od 2008 r. jest honorowym członkiem Światowego Związku Żołnierzy Armii Krajowej. Jest inicjatorem i organizatorem licznych upamiętnień i twórcą miejsc pamięci narodowej, m.in. postawienia w miejscu zbrodni krzyża upamiętniającego śmierć żołnierza antykomunistycznego podziemia zbrojnego por. Aleksandra Młyńskiego ps. Drągal. W latach 2006–2007 był wiceprezesem Spółdzielni Mieszkaniowej Ustronie. Działacz Stowarzyszenia „Związek Piłsudczyków Radom”.

## Represje
W dniu 14 grudnia 1981 r. po kilkukrotnych próbach organizacji strajku w RZPS Radoskór został zatrzymany i internowany w Ośrodku Odosobnienia w Kielcach-Piaskach. W dniu 18 grudnia 1981 r. przewieziony do Aresztu Śledczego w Radomiu, a 23 grudnia 1982 r. skazany wyrokiem Sądu Wojewódzkiego w Radomiu na 1 rok więzienia i osadzony w Zakładzie Karnym nr 2 w Łodzi, następnie w Łęczycy i Hrubieszowie, gdzie był uczestnikiem strajków głodowych. Zwolniony w dniu 14 grudnia 1982. W trakcie uwięzienia, w marcu 1982 r. został usunięty z pracy. Od 1983 r. wielokrotnie zatrzymywany, aresztowany i przesłuchiwany, m.in. w 1984 r. tymczasowo aresztowany na okres ponad 2 miesięcy za działalność w podziemnych strukturach „Solidarności” oraz druk i kolportaż ulotek i literatury, a w 1986 r. skazany przez kolegium ds. wykroczeń.

## Odznaczenia
Posiada status działacza opozycji antykomunistycznej oraz osoby represjonowanej z powodów politycznych nadany przez Szefa Urzędu do Spraw Kombatantów i Osób Represjonowanych oraz związaną z nim Odznakę honorową „Działacza opozycji antykomunistycznej lub osoby represjonowanej z powodów politycznych”. W 2000 r. został wyróżniony odznaką Zasłużony Działacz Kultury. W 2006 r. został odznaczony przez Prezydenta RP Krzyżem Oficerskim Orderu Odrodzenia Polski, w 2015 r. Krzyżem Wolności i Solidarności, a w 2021 r. Medalem Stulecia Odzyskanej Niepodległości.